# رون تشارلز
رون تشارلز (23 يناير 1959 - 21 يوليو 2024) (بالإنجليزية: Ron Charles)‏ هو لاعب كرة سلة أمريكي في مركزي الوسط وهجوم قوي الجسم. لعب مع سافانا سبيرتس ‏.

## وصلات خارجية
- رون تشارلز على موقع سبورتس رفرنس (الإنجليزية)
- رون تشارلز على موقع كلية كرة السلة في سبورتس رفرنس.كوم (الإنجليزية)
- رون تشارلز على موقع ريلجم (الإنجليزية)